# Михаило Михаљевић
Михаило Михаљевић (1748 – 26. април 1794) је био аустријски пуковник.

## Биографија
Завршио је кадетску школу, а затим више година служио у Петроварадинском пуку. Пред Аустријско-турски рат (1788—1791) је постао командант српских фрајкора у Срему на чијем челу је 1788. године прешао Саву и садејствовао аустријским снагама при заузимању Шапца. У операцијама аустријске војске 1789. године, са фрајкором Станком обезбеђује напад на Београд, а потом учествује у заузећу Параћина, Јагодине, Ћурпије, Карановца, Крушевца и Алексинца. 
У 1792. години формира српски и славонски фрајкор с којим учествује у Француским револуционарним ратовима у којима је и погинуо 26. априла 1794. године.